# Honda CB 1000 R
La CB 1000 R est une moto produite par Honda depuis 2008. Elle a été créée pour se positionner sur le segment des gros « roadster ». D'une cylindrée de 999 cm3, elle développe 125 ch DIN pour environ 217 kg tout pleins faits (2017). Elle n'est donc pas éligible au permis A2 en France.
Le modèle a été revu en 2018.